# كأس العالم للرغبي 2003
كأس العالم للرجبي 2003 (بالإنجليزية: 2003 Rugby World Cup)‏ هو الموسم 5 من  كأس العالم للرجبي. أقيم في 2003، وأقيم خلال الفترة 10 أكتوبر 2003، وحتى 22 نوفمبر 2003، وبمشاركة  20 فريقاً، وفاز فيه منتخب إنجلترا الوطني لاتحاد الرغبي.